# Guns N' Roses
Guns N' Roses es una banda estadounidense de hard rock formada en Hollywood, Los Ángeles, en la zona de Sunset Strip, en 1985. El grupo musical fue fundado por el vocalista y pianista Axl Rose y el guitarrista Izzy Stradlin.
Es una de las bandas de rock más exitosas de todos los tiempos, habiendo vendido más de cien millones de discos, es considerada ícono global de la música y forma parte del prestigioso Salón de la Fama del Rock and Roll. Asimismo, la banda es uno de los números artísticos con más galardones, legado y repercusión mundial hasta la fecha. También Guns N' Roses es considerada por muchos como una de las bandas más influyentes de la historia debido a su gran legado musical.
De igual forma en 2011 fueron posicionados en el puesto 21 en la lista de "los 100 mejores artistas de la historia", elaborada por la revista Rolling Stone en conjunto con diversos productores y críticos musicales especializados.
La formación actual cuenta con el vocalista Axl Rose, el guitarrista rítmico Richard Fortus, el baterista Issac Carpenter, los tecladistas Dizzy Reed y Melissa Reese, el bajista Duff McKagan y el guitarrista líder Slash.
Estos dos últimos son considerados miembros clásicos de la agrupación y luego de una ausencia de 23 años, retomaron su lugar en la banda.
La banda ha vendido más de 150 millones de álbumes en todo el mundo, incluyendo más de 60 millones de álbumes solo en los Estados Unidos, lo que los posiciona en el puesto n°18 en la lista de los artistas con más ventas y éxito de todos los tiempos. Su álbum de estudio debut Appetite for Destruction de 1987 ha vendido más de 35 millones de copias a nivel mundial y alcanzó el número 1 en el Billboard 200 en Estados Unidos. Además, cuatro canciones del álbum ingresaron en el Top 10 en la Billboard Hot 100, y «Sweet Child o' Mine» quedó en el número uno.
Además, es el álbum debut más exitoso y vendido en la historia y está calificado como el octavo mejor álbum debut de la historia, según la revista Rolling Stone. Su álbum de 1988 G N' R Lies ha vendido más de 16 millones de copias en todo el mundo y su canción «Patience» entró en el Top 5 del Billboard Hot 100 y el álbum alcanzó el número dos en el Billboard 200. Los álbumes gemelos Use Your Illusion I y Use Your Illusion II, de 1991, subieron al número 2 y 1 del Billboard 200, respectivamente, manteniéndose durante 108 semanas en dichas posiciones y cerca de 308 en el top 10, los álbumes tuvieron una cifra combinada de ventas de más de 55 millones de copias a nivel mundial y 25 millones de copias vendidas solo en Estados Unidos, seis de los sencillos de ambos álbumes llegaron al Billboard Hot 100 y cuatro de ellos entraron al Top 10 de la misma lista.
Su siguiente trabajo sería el álbum de versiones de canciones punk y glam del año 1993 titulado The Spaghetti Incident?, del cual se desprendieron tres sencillos, de los cuales uno entró en el Billboard Hot 100 y dos entraron en la recopilación de grandes éxitos; el álbum alcanzó el puesto número 4 del Billboard 200 y el número dos en el UK Album Chart.
Durante el periodo en el que la banda volvía a los escenarios con nuevos músicos salieron dos discos, uno en directo titulado Live Era: '87-'93 en 1999 y otro recopilatorio llamado Greatest Hits en 2004; que, aunque la banda se mostró negativa a la salida del álbum, tuvo un gran éxito comercial (ha vendido casi 8 millones de copias solo en los Estados Unidos y más de 15 millones de copias en todo el mundo); llegó al número uno del UK Album Chart y tres en el Billboard 200, estuvo 138 semanas en el Billboard 200.
Después de una década de trabajo y problemas con exmiembros en los tribunales, la banda publicó su siguiente álbum de estudio, Chinese Democracy, en 2008; han publicado tres sencillos, y uno de ellos entró en el Billboard Hot 100 y dos en el Mainstream Rock Tracks, y el álbum alcanzó el número tres en el Billboard 200 y el número dos en el UK Album Chart.
A finales de los años ochenta y principios de los noventa (1987 - 1993) la banda fue el grupo más popular y exitoso del mundo, eso les llevó a ser uno de los números artísticos que dominó el panorama musical de la época, por lo que la industria de la música considera esa época como el período en el que Guns N' Roses «sacó una rebeldía hedonista y revivió la actitud punk transgresora impulsada por el hard rock, con referencias de los primeros álbumes de The Rolling Stones y Sex Pistols». Lo que hizo que se ganaran una reputación que les llegó a dar al grupo el apodo de "la banda más peligrosa del planeta". Debido a sus actitudes hedonistas, rebeldes, transgresoras y provocativas, sumado a sus múltiples controversias».
Fueron la primera banda en la historia, en tener canciones de distintas épocas con más de mil millones de visitas en plataformas streaming, la primera en conseguirlo fue "November Rain" (canción de los 90) que rompió la barrera de los mil millones en 2018 y posteriormente "Sweet Child o' Mine" (canción de los 80) que lo consiguió en 2019.

## Historia

### Formación (1985)

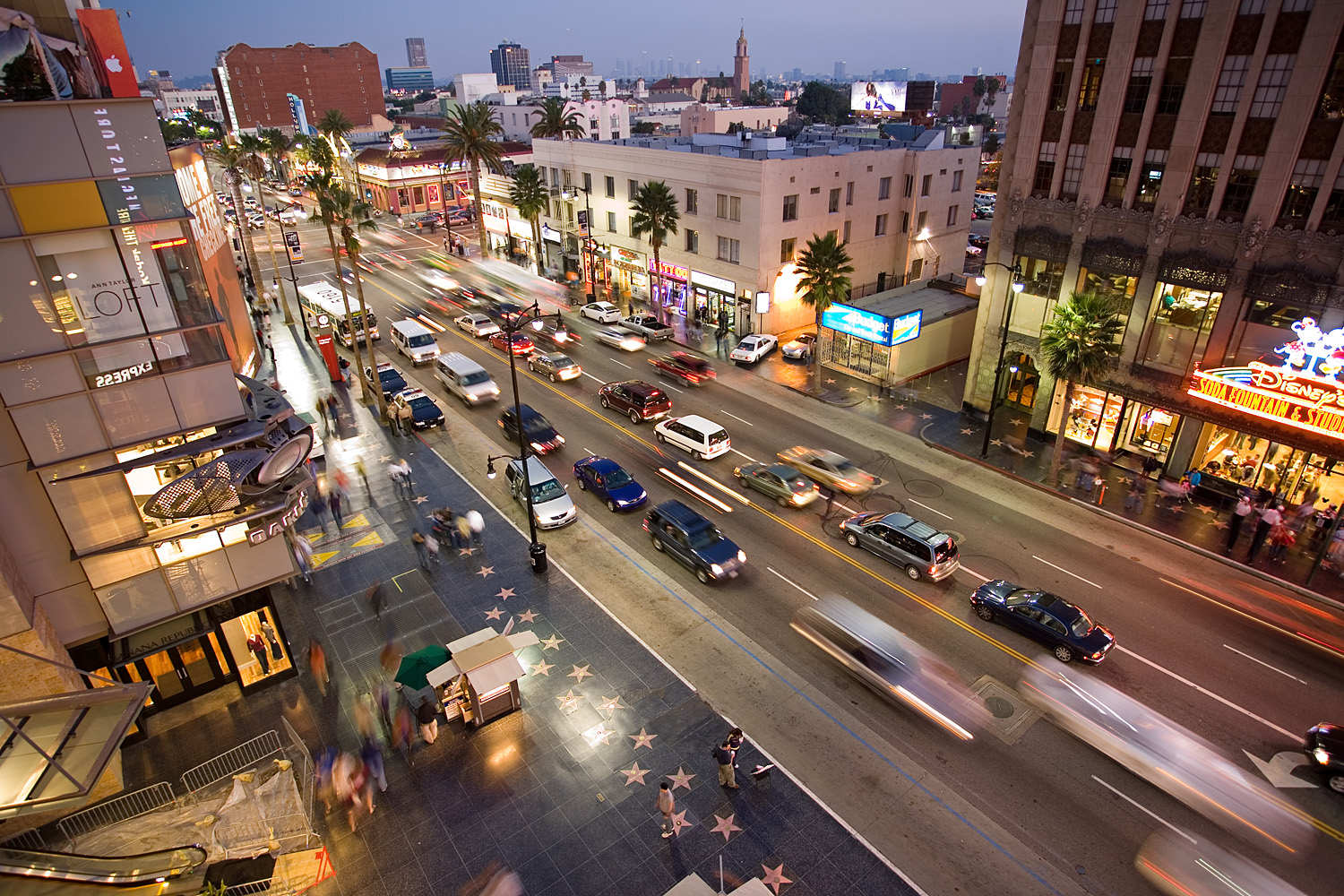
Guns N 'Roses se basan en Hollywood, Los Ángeles, California.

La banda fue formada en marzo de 1985 por Axl Rose (voz, teclados), Tracii Guns (guitarra líder), Izzy Stradlin (guitarra rítmica, coros), Ole Beich (bajo) y Rob Gardner (batería).
Los cinco miembros originales eran de dos grupos diferentes, L.A. Guns (que más tarde fue reformado) y Hollywood Rose. Posteriormente, los miembros decidieron combinar los nombres de los dos grupos antes mencionados y así surgió el nombre Guns N' Roses.
Los de Hollywood Rose eran Axl Rose (voz) e Izzy Stradlin (guitarra rítmica), mientras que de L.A. Guns llegaron Tracii Guns (guitarra solista), Ole Beich (bajo) y Rob Gardner (batería).
Ole Beich, originalmente de L.A Guns, abandonó la formación pocos días después de la creación del grupo siendo reemplazado por Duff McKagan, quien debutaría con los demás en el primer show de la banda el 26 de marzo de 1985 en el Troubadour.
Finalizado su séptimo espectáculo, el 12 de mayo en Joshua's Record, el guitarrista Tracii Guns fue expulsado de la banda debido a diferencias con Axl Rose, tras su salida refundó L.A. Guns. Al día siguiente Rob Gardner decidió abandonar el grupo.
En sus lugares llegaron Saul Hudson, más conocido como Slash y Steven Adler quienes tenían experiencia previa en varias bandas, además de tener buena relación con Axl e Izzy por haber formado parte de una alineación de Hollywood Rose solo unos meses atrás.
Con esta formación (Axl, Slash, Izzy Stradlin, Duff y Adler) alcanzarían la fama mundial.
Su debut se daría el 6 de junio en el Troubadour.

### Live?!*@ Like a Suicide
Geffen Records lanzó un EP a finales de 1986 para mantener el interés en la banda que empezaba a trabajar en el estudio. El EP Live ?!*@ Like a Suicide que consta de cuatro canciones, fue lanzado por «Uzi Suicide Records» (que en realidad era una filial de Geffen Records).
El EP vendió 10 000 copias, todo un logro para este tipo de lanzamientos. En la noche de Halloween de 1986, Guns N' Roses llevó a cabo el acto de apertura en la UCLA Ackerman Ballroom, donde también actuarían bandas como Thelonious Monster, The Dickies, y Red Hot Chili Peppers.
El disco fue anunciado como una grabación en vivo, aunque Rose revelaría, años más tarde, que era simulada.
El EP se componía de cuatro canciones con el ruido de la multitud.
Contenía las canciones «Mama Kin» de Aerosmith y «Nice Boys» de Rose Tattoo, junto con dos composiciones originales, «Reckless Life» y «Move to the City», ambas coescritas por los miembros fundadores de Hollywood Rose.

### Appetite for DestructionyG N' R Lies(1987-1989)
El grupo hace conciertos en lugares cada vez más grandes.
El 16 de marzo de 1987 hacen una actuación sorprendente en el Whiskey A Go-Go de Los Ángeles donde tocaron temas del EP Live?!*@ Like a Suicide. Después realizan una serie de conciertos los días 19, 22 y 29 de junio de 1987 en el Marquee Club de Londres. Era la primera vez que visitaban Europa.

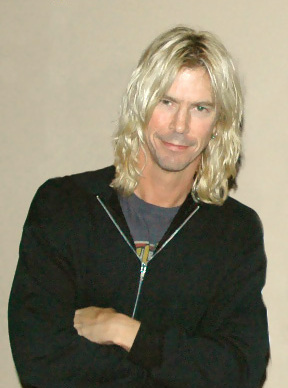
Duff McKagan en 2006.

Con producción e ingeniería de Mike Clink y mezclas de Steve Thompson y Michael Barbeiro.
El álbum Appetite for Destruction salió a la venta el 21 de julio de 1987. Vendió más de 27 millones de copias, tuvo tres canciones entre el Top 10 («Welcome to the Jungle», «Sweet Child o' Mine» y «Paradise City»), y alcanzó el número 1 en las listas. siendo el álbum debut más vendido de la historia.
El nombre del disco salió de una postal que descubrieron en una tienda. La portada del mismo, en la que aparecía una joven sentada contra un muro, en evidente apariencia de haber sido recientemente violada junto a un robot con gabardina y un ser con múltiples colmillos sobrevolando la escena, fue censurada a las dos semanas de ponerse el vinilo a la venta, siendo sustituida por la famosa cruz latina en la que aparecían las calaveras de los cinco componentes de la banda californiana.
No obstante, la portada original se incluyó en el interior de la carpeta del álbum, junto con las letras, y en las páginas centrales del libreto en la edición en CD.
El álbum aparece en el libro 1001 álbumes que debes escuchar antes de morir de Robert Dimery.
Mientras que la revista Rolling Stone lo puso en el puesto 62 en su lista de "Los 500 mejores álbumes de todos los tiempos".
Consiguieron la publicidad suficiente para el álbum con una escena en la película La lista negra (The Dead Pool) con Clint Eastwood como Harry el sucio.
La escena duró apenas 10 segundos en la que aparecen en una procesión de un funeral dando el pésame.
La banda sonora de la película fue la canción «Welcome to the Jungle».
Junto con la canción se grabó un vídeo que rápidamente se convirtió en el más pedido de MTV a pesar de que anteriormente la misma cadena se había negado a transmitirlo por considerarlo demasiado violento.
Las emisoras de FM también empezaban a pinchar la canción, pero lo que más reputación les estaba dando eran sus brillantes shows en directo. Tras algunas apariciones con The Cult, Guns N' Roses se unió a la gira de Mötley Crüe.
Durante esta gira hubo problemas, tales como el destrozo de una habitación del hotel Doubletree en Dallas por parte de Slash.
En Atlanta ocurrió otro incidente, cuando Axl se lanzó desde el escenario para pegarse con un guardia de seguridad que intentaba echar a un amigo del cantante.
Después se anuló otro concierto en Phoenix por problemas de Axl (presuntamente con drogas).
La prensa se les echó encima después de estos incidentes.
Nuevamente salieron de gira con Alice Cooper.

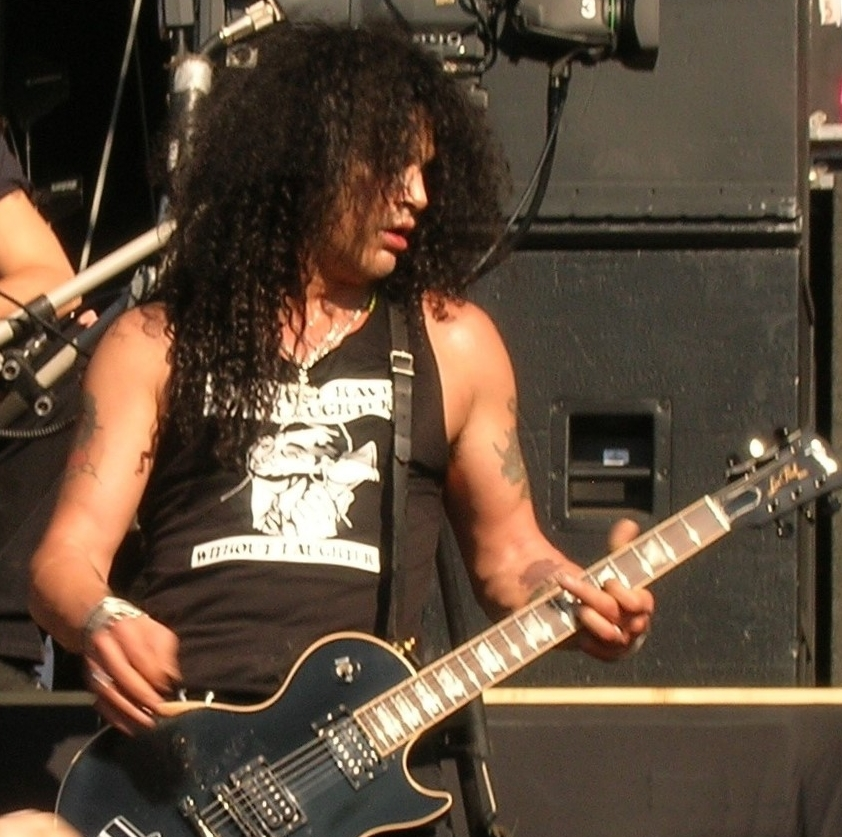
Slash.

En Míchigan, Steven y Duff son echados de un bar, Steven se rompe la mano con una farola, teniendo que ser sustituido en plena gira por Thomas Schultz.
Mientras ellos actuaban, «Sweet Child O' Mine» llegó al número uno del Billboard 200, «Paradise City» al cinco y «Welcome to the Jungle» al siete (para luego colarse unos meses más tarde hasta el número 1). «Nightrain» también entró en el puesto 93.
En la siguiente gira, esta vez con Iron Maiden, Duff abandona el tour para casarse.
De nuevo más incidentes en la nueva gira con Aerosmith, en Filadelfia.
Axl es detenido por la policía al intentar aparcar en la zona reservada, y ante la negativa de los oficiales de permitirle aparcar se enfrentó a puñetazos a estos, dejando a ambos policías inconscientes.
Pero sin duda el accidente más desafortunado ocurrió en el festival Monsters of Rock en Castle Donnington en Inglaterra en 1988.
En el cartel había grupos como Helloween, Megadeth, Kiss y Iron Maiden.
Mientras tocaban It's So Easy (canción de Guns N' Roses) una muchedumbre frenética de 107.000 personas se abalanzó hacia delante aplastando a dos fanáticos. Al acabar la actuación se enteraron de que dos seguidores habían muerto.
Axl se mostró muy consternado por lo ocurrido y pidió a todos sus seguidores rezar por lo ocurrido y amenazó a las autoridades locales con 'patear la cabeza del alcalde' si algo así ocurría nuevamente. A pesar de todo, Appetite for Destruction era éxito mundial, siendo el álbum de Guns N' Roses con más semanas en Billboard, llegó al número uno y fue certificado con 18 discos de platino solo en los Estados Unidos.

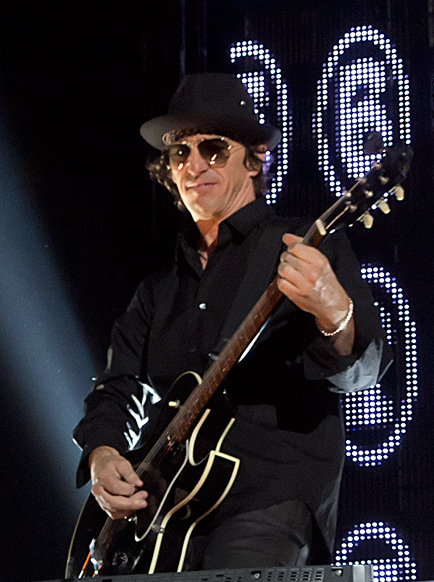
Izzy Stradlin fue guitarrista Rítmico de la banda desde 1985 hasta 1991.

El siguiente lanzamiento de Guns N' Roses fue G N' R Lies, en noviembre de 1988, que alcanzó el número 2 en las listas en EE. UU.
Este disco incluye las cuatro canciones de Live ?!*@ Like A Suicide y cuatro canciones acústicas entre las que se destacan las polémicas «Used to Love Her» y «One in a Million», además de la canción más reconocida de este álbum, «Patience».
«One in a Million», era una canción que criticaba a los inmigrantes, homosexuales y a los policías; como consecuencia se vieron obligados a retirarse de un concierto en Nueva York contra el sida en junio de 1989.
En febrero de 1989 actuaron en la entrega de premios MTV Video Music Awards.
La canción «Patience» en mayo de 1989 se colocó como número 4 del Billboard Hot 100.
Graban una versión de Bob Dylan, «Knockin' on Heaven's Door», como banda sonora de la película Días de Trueno (Days of Thunder) que tenía a Tom Cruise como protagonista, esta canción se hace recurrente en sus actuaciones en vivo.
Aunque la banda ha dedicado a menudo la canción a personas que han muerto durante sus conciertos, empezaron a tocarla después de que Axl Rose tuviera un aparente roce con la muerte.
Según la biografía no autorizada Watch You Bleed: The Saga of Guns N’ Roses, escrita por Stephen Davis, el líder se había peleado con un agente de policía a la salida del Cathouse de Los Ángeles en junio de 1987 y había acabado en el hospital durante unos días, pero no recordaba gran cosa de la experiencia.
«Dos días después me desperté, atado a la cama y con unos cables clavados en mí», recuerda el cantante.
Este incidente, según Davis, hizo que Rose tuviera «Knockin’ on Heaven’s Door» metida en la cabeza. Así, a él y a Slash se les ocurrió versionarla, a pesar de que al principio se mostraron reacios porque ya la habían hecho muchos otros artistas.
En 1989, la banda fue presentada como favorita por la American Music Award por la canción «Sweet Child O' Mine».
En la gala anual de 1989, Duff McKagan y Slash aparecieron borrachos y usaron un lenguaje duro y certero mientras aceptaban su premio como mejor álbum de heavy metal por Appetite for Destruction, mejor canción heavy metal por «Paradise City» y mejor canción rock/pop del año por «Sweet Child o' Mine».
Slash estuvo a punto de costarles un disgusto a los jefes de American TV, que retransmitían en directo la entrega de los premios American Music Awards 1990, ya que salió a recoger un premio para la banda completamente borracho e insultando al público.

### Use Your Illusion(1991)

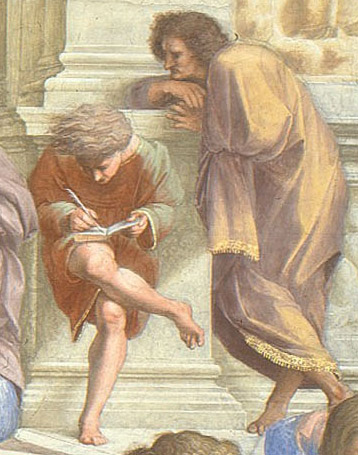
Parte de la pintura que inspiró la portada del álbum doble Use Your Illusion.

Durante las primeras grabaciones de Use Your Illusion, el baterista Steven Adler fue obligado a abandonar la banda por problemas de adicción a las drogas; únicamente pudo grabar la canción «Civil War», que posteriormente sería incluida en el álbum con su colaboración.
En 1990, Guns N' Roses volvió a los estudios con un nuevo baterista, Matt Sorum, componente habitual de otra gran banda de la escena hard rock de la época como era The Cult y un nuevo teclista, Dizzy Reed, amigo de Axl, además de la eventual participación de Shannon Hoon de Blind Melon, que era muy amigo de Axl y ayudó en dos canciones, para comenzar en el proyecto más ambicioso del grupo.
El 17 de septiembre de 1991 sacaron a la venta Use Your Illusion I y Use Your Illusion II. La expectación fue total ante el nuevo trabajo de Guns N' Roses, que subieron al número 2 y 1 de las listas mundiales respectivamente durante 308 semanas.
Guns N' Roses es el único en hacerlo en dos oportunidades.
Además con estos lanzamientos la banda exploró nuevos territorios en el campo de los videos con la "trilogía teatral": «November rain», «Don't Cry» y «Estranged».
También están entre los videos musicales más caros jamás realizados.
De aquí también sale una de sus canciones más populares: «You Could Be Mine», que sería ocupada en la banda sonora de la exitosa película, Terminator 2: el juicio final.

### Use Your Illusion Tour (1991-1993)

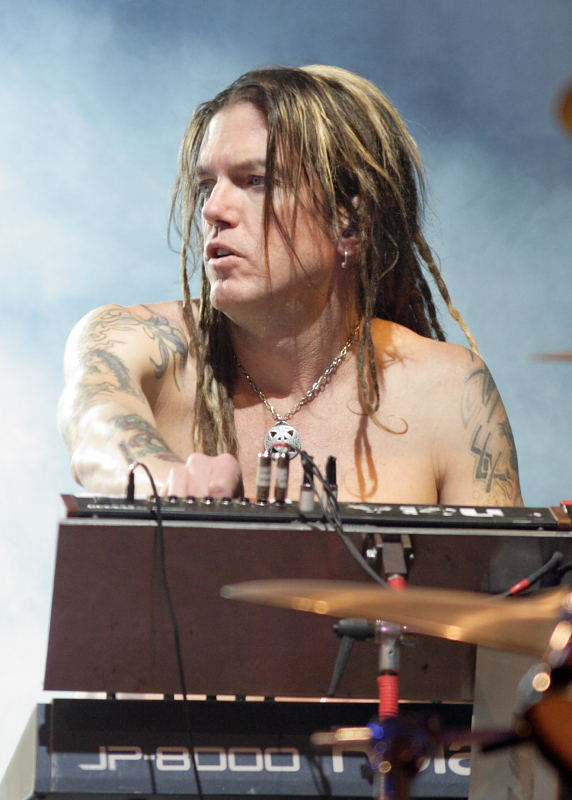
Dizzy Reed es miembro desde 1990.

Después de la publicación de los dos discos Use Your Illusion, Guns N' Roses hizo una gira mundial de 28 meses de duración, una de las giras más largas de la historia del rock y en la que en parte compartirían con las conocidas bandas Metallica y Skid Row, entre otras.
En enero de 1991 pisaron por vez primera Sudamérica, actuando en el festival Rock In Rio en el estadio de Maracaná ante más de 250 mil personas.
En agosto de 1991 actuaron en el Wembley en Londres con Skid Row como teloneros.
Después de este concierto Izzy Stradlin abandona la formación, por diferencias con Axl Rose. De hecho, en el videoclip de «Don't Cry», hay una escena en la que aparece un cartel unos segundos que hace la pregunta Where's Izzy? (‘¿dónde está Izzy?’).
Según parece, estaba cansado de las extensas giras y su relación con Axl no funcionaba. Tenía muchas diferencias musicales y personales, y finalmente decidió dejar el grupo, a pesar de ser el compositor de muchos de los éxitos de la banda. Su sucesor fue Gilby Clarke, guitarrista de Kill For Thrills.
Entre noviembre y diciembre de 1991 se inició la gira por Estados Unidos, comenzando en Alpine Valley.
Arrancó la gira mundial (que duraría dos años) bajo el nombre de Get In The Ring Motherfucker, entre enero y febrero de 1992, por Australia y Japón, en donde se grabaron los DVD en directo Use Your Illusion I & II. La gira por Japón en febrero de 1992, el 1 de febrero tocan en Melbourne, Australia, en el Calder Park Raceway, y 6 de febrero se presentan en Nueva Zelanda, donde hicieron un solo espectáculo en el Mount Smart Stadium.
En marzo por EE. UU. con Brian May Band de teloneros; hubo incidentes en Sacramento, donde Axl insultó al baterista de Metallica y habló de él en términos despectivos (hoy en día son amigos).
En febrero de ese año, por graves incidentes durante la actuación de la banda en San Luis, el espectáculo se retrasó dos horas y media.
Mientras tocaban «Rocket Queen», Axl decidió echar a un espectador que estaba fotografiando el show sin una acreditación, lo que provocó una pelea.
Más tarde, ya en el escenario, dijo: «Fuck you, St. Louis!».
En los incidentes hubo varios heridos de gravedad, sesenta detenidos y destrozos por valor de cientos de miles de dólares. El Tribunal del Estado de San Luis declaró culpable a Axl Rose de provocar la alteración del orden público e incitación a la violencia. El 25 de julio, en Carolina del Sur, sucedió algo similar, lo que terminó con una pelea espectacular y el resultado de 60 heridos.
Participaron en el concierto en memoria de Freddie Mercury, líder de Queen, llamado The Freddie Mercury Tribute Concert for AIDS Awareness el 20 de abril de 1992 en el estadio Wembley de Londres.
Tocaron las canciones «Paradise City» y «Knockin' on Heaven's Door», y Axl cantó los temas «We Will Rock You» y «Bohemian Rhapsody» junto a Elton John; ello marcó un gran hito en la carrera de Guns N' Roses y de Axl, ya que él era fanático de Queen.
A la vuelta a EE. UU., Axl es detenido en el aeropuerto John Fitzgerald Kennedy por la Policía Federal por los incidentes de San Luis. Quedó en libertad provisional hasta que se celebrara el juicio.
El 6 de junio se presentaron en París, junto a ellos tocaron Lenny Kravitz, Steven Tyler y Joe Perry, estos últimos miembros de Aerosmith, con quienes tocaron la canción «Mama Kin».
En agosto, en Montreal, Canadá, sucedió otro inconveniente en el concierto con Metallica.
Su guitarrista y líder, James Hetfield, se puso de pie sobre un cañón de fuegos artificiales y se quemó el brazo y parte de la cara, y Metallica tuvo que suspender su concierto.
Se esperaba que Guns N' Roses tocara su repertorio, pero a los poco minutos Axl, dando como razones problemas en su garganta y en el retorno al escenario, abandona el espectáculo.
La decisión de no terminar el concierto enfureció a los fanáticos, que provocaron grandes destrozos en los alrededores del estadio, incluso con coches policiales incendiados. Metallica decidió no continuar con la gira entendiendo que Axl Rose detuvo su concierto de forma deliberada porque, según dijo, le habían robado el espectáculo.
Actúan de nuevo en la entrega de los premios 1992 MTV Video Music Awards. Durante ese tiempo, «November Rain» fue uno de los vídeos más votados en MTV, ganando el premio de los MTV Video Music Awards en la categoría de Mejor Cinematografía.
El 30 de junio de 1992 actúan por primera vez en España, en el estadio de fútbol Benito Villamarín de Sevilla junto con Faith No More y Soundgarden mientras que el concierto previsto en Madrid es suspendido debido a la aluminosis del estadio Vicente Calderón.
Volvieron el 5 de julio de 1993 a España actuando en el Estadio Olímpico de Barcelona con Brian May como telonero de lujo.
En el otoño de 1992 la banda se va de gira por Sudamérica.
El concierto de la gira Use Your Illusion Tour de la banda estadounidense Guns N' Roses, programado para el 25 de noviembre en Venezuela, tuvo que ser pospuesto hasta el 29 de noviembre en Bogotá debido a que ningún aeropuerto estaba operativo en todo el territorio nacional.
Allí provocan graves incidentes en Bogotá, donde llegaron el 27 de noviembre.
Recién llegados, los asistentes de producción se pusieron en marcha para poder conseguir nuevos equipamientos desde Estados Unidos, o bien poder recuperar el que estaba retenido en Caracas. Frente a la imposibilidad de conseguir de manera rápida los equipos, Guns N' Roses ofreció pasar el concierto programado para el sábado 28 al lunes 30. Pero la producción local se negó a esta propuesta, aduciendo que los espectadores no podrían asistir un día entre semana.
Por ello los organizadores decidieron juntar las dos fechas en una sola, que se llevaría a cabo el domingo 29.
Durante ese fin de semana, incluso pocas horas antes del concierto, las entradas seguían a la venta, sin que los organizadores tuvieran noción de cuántas habían vendido.
Posteriormente se supo que fueron vendidas un exceso de más de 40 000 entradas. Algunos fanáticos que habían abonado su ticket no pudieron entrar debido a que el estadio estaba completamente lleno. Esto causó algunos enfrentamientos con la Policía fuera del Estadio El Campín, donde la masa enfurecida destruyó los alrededores, sin imaginar que dentro ocurriría una batalla campal contra las inclemencias del tiempo.
Finalmente, la banda salió a escena pasadas las 22 horas, contando únicamente con dos tercios de su equipo de sonido y sin techo sobre el escenario.
Mientras tanto, fuera del estadio, la Policía no paraba de arrojar gases lacrimógenos por los tumultos ocasionados por los fanáticos que no habían podido entrar.
En varias ocasiones, los músicos debieron interrumpir el set por la lluvia que a veces se volvía torrencial.
Después de un poco más de una hora de concierto, y ante el peligro de que el personal o los integrantes del grupo sufrieran electrocución, Guns N' Roses decidió finalizar el espectáculo.
En Venezuela hicieron un mega-concierto al aire libre en el estacionamiento del Poliedro de Caracas, ya que por cuestiones logísticas no podían albergar tanto público dentro del recinto. En Chile con cerca de 80 000 personas en el estadio nacional, llegaron al concierto con dos horas de retraso y en estado de embriaguez. El concierto terminó con más de 50 detenidos y una menor de edad de 15 años muerta en la entrada, pues le cayó la reja de entrada al estadio. También pasaron por Brasil, tocando en São Paulo el 12 y 13 de diciembre en el Estacionamento Do Anhembi y en la ciudad de Río de Janeiro, en el mítico Autódromo Nelson Piquet.
La gira histórica terminó en Buenos Aires, el 17 de julio de 1993.
La gira batió récords de asistencia y se prolongó durante 29 meses, en el que se realizaron 192 conciertos. El concierto en Buenos Aires marcó la última vez que los miembros originales Slash y McKagan, así como los recién llegados en ese momento, Clarke y Sorum realizaran un show en vivo con Rose.

### The Spaghetti Incident?
Aparece en el mercado el 23 de noviembre de 1993 un disco de versiones punk titulado The Spaghetti Incident?.
Este disco está compuesto en su totalidad por versiones de otros grupos y de una tendencia más cercana al punk y glam de finales de los 70 y principios de los 80. De este disco se pueden destacar las canciones "«Since I Don't Have You»" y el polémico cover de Charles Manson, «Look at Your Game, Girl»".
En la primavera de 1993 hicieron una gira por Norteamérica cerrando el 28 de abril en el Estadio Universitario de Tigres en México, y en el verano por Europa cerrando el 13 de julio en París, y cerrando la gira de ese año el 17 de julio en el Estadio Monumental de Buenos Aires en Argentina.

### Deterioro (1994-1997)

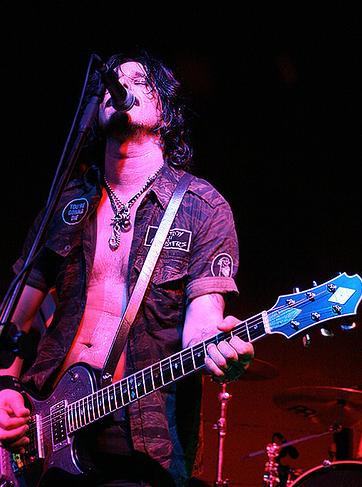
Gilby Clarke sustituyó a Izzy Stradlin como guitarrista rítmico, desde 1991 hasta 1994.

En 1994 Gilby Clarke se retira de la banda por diferencia con los integrantes, alegando cansancio físico debido a la gran cantidad de tours, y Paul Tobias, amigo de Axl, lo reemplaza. Grabó una versión de The Rolling Stones de la canción «Sympathy for the Devil» para la banda sonora de la película Entrevista con el vampiro. Esa banda sonora sería el último trabajo de la banda con Slash y McKagan; luego, la banda se iría disolviendo.
Según entrevistas con miembros de Guns N' Roses entre 1994 y 2001, la banda se supone que escribió nuevo material, pero de acuerdo con Slash, fue compuesto únicamente por Axl. En esos momentos la banda intentaba publicar un álbum de 10 a 12 canciones.
Según declaraciones de Axl, «Todavía necesitamos la colaboración de todos los miembros de la banda para escribir las mejores canciones, es por eso que el material no es publicado».
Slash, Matt Sorum y Duff McKagan salieron del grupo con el tiempo, dejando a Axl como el único miembro original de la banda. En 1994 tuvo lugar la última aparición de Axl en un escenario en un dueto con Bruce Springsteen haciendo una versión de The Beatles de la canción «Come Together». Pocas fotos de Axl se vieron desde ese año hasta cerca de los años 2000, ya que su siguiente aparición sería en 2001 con los nuevos integrantes.
En una entrevista, Ozzy Osbourne declaró que Guns N 'Roses podrían haber sido "los próximos Rolling Stones" si la alineación clásica hubiera permanecido unida.

### Chinese Democracy(1998-2014)

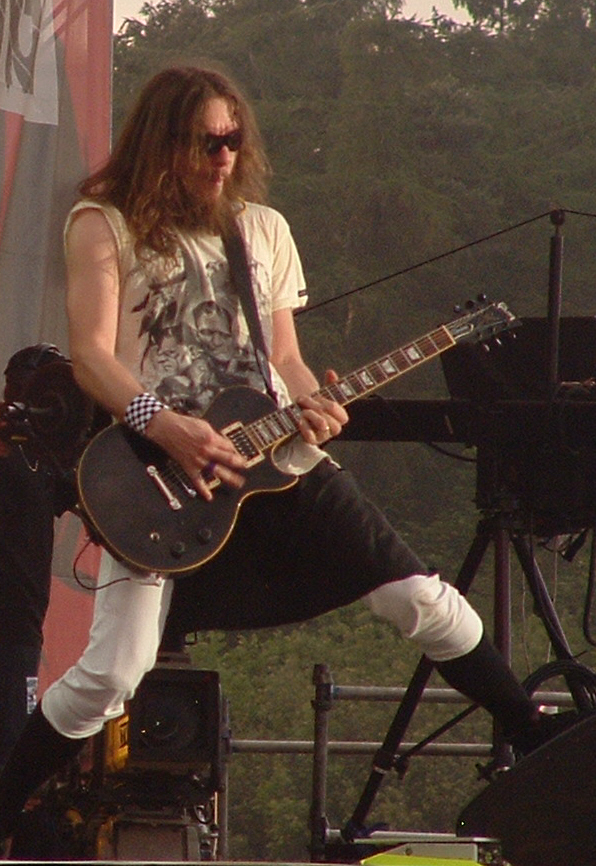
Robin Finck en el Download Festival del 2006.

En 1998 Axl Rose volvió a los estudios acompañado por el batería Josh Freese (de The Vandals), el bajista Tommy Stinson (integrante de The Replacements), el guitarrista líder Dave Navarro (integrante de Jane's Addiction), el guitarrista rítmico Paul Huge (Paul Tobias), y los teclistas Dizzy Reed y Chris Pitman.
En 1999, el grupo publicó una nueva canción, «Oh my God», que fue incluida en la banda sonora de End of Days. Esa canción era el preludio del nuevo disco, Chinese Democracy. La canción fue criticada porque según algunos fanáticos no era del heavy metal de antaño, sino más bien metal industrial.
El sello Geffen publicó en noviembre de 1999 un álbum en directo titulado Live Era: '87-'93. El doble CD incluye canciones grabadas en diferentes conciertos a lo largo de los seis años que se indican en el título del álbum. El álbum está editado por Andy Wallace y tuvo un buen recibimiento comercial, llegando a vender más de tres millones de copias. En 2000, el excéntrico guitarrista Buckethead se unió a la banda en reemplazo de Robin Finck (guitarrista también de Nine Inch Nails) como guitarrista principal. Sin embargo, este último al ver que la banda haría una gira, decidió volver a integrarse en sus filas como tercer guitarrista.

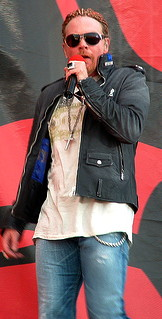
Axl Rose en 2006.

La nueva formación volvió a los escenarios en enero de 2001 con dos recitales de gran expectación, uno en Las Vegas y otro en Río de Janeiro. Formaron parte Axl Rose y los guitarristas Buckethead, Robin Finck y Paul Huge, el bajista Tommy Stinson, los teclistas Dizzy Reed y Chris Pitman y el batería Brain, reconocido batería de Primus. El grupo tocó una mezcla de éxitos anteriores y nuevas canciones. La formación hizo dos conciertos en Las Vegas a finales de 2001. Durante 2001, el guitarrista Paul Huge dejó el grupo y se sustituyó por Richard Fortus, de Love Spit Love. El grupo celebró varios conciertos en agosto de 2002, incluyendo conciertos en Asia y Europa, y volvieron a Nueva York para su repentina aparición en los MTV Video Music Awards. La primera gira del grupo desde 1993 presentó problemas. El primer concierto, en Vancouver fue cancelado por haberse producido un motín, la gira siguió como estaba prevista y tuvo resultados diversos. En algunos conciertos como los de Nueva York o Boston vendieron todas sus entradas en minutos. Debido a la no comparecencia de Axl en Filadelfia y el resultado del motín provocado por los fanáticos, Clear Channel, el promotor de la gira, canceló el resto de conciertos.
Informes del grupo de 2001 y 2002 decían que Chinese Democracy sería publicado a finales de esos años por Interscope/Geffen Records, con quienes parecía que habían arreglado las diferencias (si es que las hubo). En 2002, la revista Q nombró a Guns N' Roses en su lista de Los 50 grupos que deberías ver antes de morir, también en una sublista de los Cinco grupos que pueden evolucionar de cualquier manera.
Geffen sacó a la venta Guns N' Roses' Greatest Hits el 23 de marzo de 2004. Como dato curioso, Cleopatra Records sacó el disco Hollywood Rose: The Roots of Guns N' Roses. En marzo de 2004 Buckethead dejó la banda, obligando a Axl Rose a cancelar el concierto del 30 de mayo en el Rock in Rio 4 (Lisboa, Portugal), incorporándose posteriormente a la banda Ron Thal, también conocido como «Bumblefoot», desde mediados de 2006. También, Brain fue reemplazado por Frank Ferrer. Chinese Democracy se ha trabajado desde 1994, y de acuerdo con un reportaje del The New York Times, Rose habría gastado 13 millones de dólares en el estudio hasta ese punto.
Durante los meses de mayo y junio de 2006 Guns N' Roses actuó, tras un precalentamiento de 9 conciertos en Nueva York (en la prestigiosa Hammerstein Ballroom), en varios países europeos, comenzando el día 25 de mayo de 2006 en Madrid y siguiendo el día 27 de mayo en el Rock in Rio de Lisboa (en la votación de la página web del evento Guns N' Roses fue el grupo con más votos para ser incluido en el festival), para presentar —de nuevo— el nuevo álbum para posteriormente actuar en Inglaterra, Hungría, Alemania, dos veces más en España (Bilbao y El Ejido), Italia, Polonia, República Checa, Bélgica y Suecia, entre otros países.
El escándalo, sin embargo, no abandona a Axl Rose, que se peleó en mayo de 2006 en un pub neoyorquino con el afamado diseñador Tommy Hilfiger (al cual posteriormente le dedicaría la canción «You're crazy» en un concierto acústico en el cumpleaños de la actriz Rosario Dawson), y también fue detenido a principios de julio de 2006 en Suecia a altas horas de la madrugada en estado ebrio tras pelearse e incluso morder a guardias de seguridad de un establecimiento nocturno.
El nuevo álbum, titulado como Chinese Democracy, con nueva fecha para el otoño norteamericano de 2006, tendría incluidos nuevos trabajos de larga duración y complejidad, entre ellos: «There Was a Time», «Better», «I.R.S.» y «Catcher in the Rye» (este último con la colaboración de Brian May), que ya habían sido presentados durante la gira europea y norteamericana en el transcurso del año 2006.

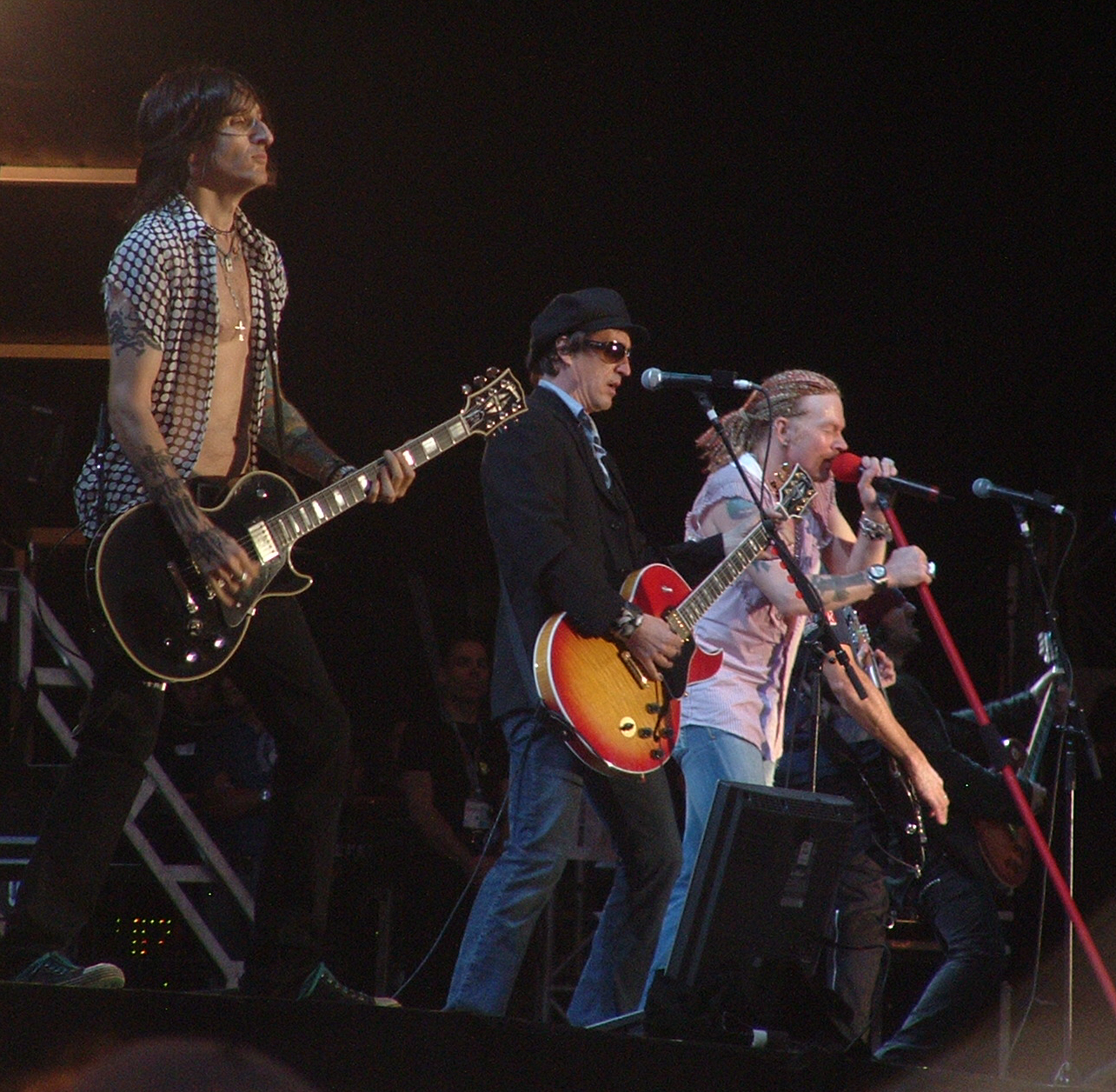
Izzy Stradlin (centro) con Guns N’ Roses en concierto.

Básicamente, en esta gira interpretaron en casi su totalidad el repertorio de Appetite for Destruction, más algunas canciones de los Use Your Illusion, con la presentación de algunas de las nuevas canciones de Chinese Democracy. Contó además con las intervenciones en casi todos los conciertos de los invitados Sebastian Bach (exvocalista de Skid Row) junto con el exguitarrista rítmico de la banda Izzy Stradlin, que desde poco antes de eso había recompuesto su amistad con Axl.
A partir del 20 de octubre Guns N' Roses regresó para dar una gira por Estados Unidos (cuyas fechas warm-up fueron realizadas en Las Vegas, San Francisco y Los Ángeles en el aniversario de la emisora KROQ). Además, el 29 de septiembre de ese año se publicó la nueva página oficial (GunsNRoses.com) y el sistema de reservas de la MLB.com para la venta masiva de entradas para la gira norteamericana.
El 15 de diciembre de 2006, Axl Rose publicó una carta abierta en el sitio oficial de Guns N' Roses, y por primera vez en muchos años se arriesgó a anunciar una fecha oficial para la publicación del álbum, que sería el 6 de marzo de 2007. Con la carta, Rose canceló varios conciertos, con razón de que la banda debía preparar el material que publicaría y que concentraría sus energías en el nuevo álbum. La carta también justificó los retrasos y daba disculpas a todos los fanáticos en el mundo por la tardanza del álbum.
En diciembre de 2006, la revista de rock alternativo RIFF Fanzine (Riff-Fanzine.com) elige Chinese Democracy como álbum del año 2006, a pesar de que el álbum seguía sin editarse.
El primer sencillo, «Chinese Democracy», se oyó en las radios el 22 de octubre de 2008, mientras que «Better» fue publicado el 17 de noviembre de 2008, poco antes de que el disco saliera a la venta el 23 de noviembre de 2008 a través de las tiendas Best Buy en Estados Unidos, en detrimento de Alemania y Australia, donde fue publicado 24 horas antes el 22 de noviembre de 2008.
El álbum ha recibido una crítica muy positiva a pesar de todo el bagaje que arrastra. David Fricke, de Rolling Stone, comenta:

... El primer LP con canciones originales desde la primera administración Bush es genial, un auténtico disco de rock and roll, audaz, trastornado e intransigente... Si este era el Guns N' Roses que Axl Rose seguía escuchando en su cabeza todos estos años, se vuelve obvio, porque dos guitarras, bajo y batería nunca serían suficientes (en clara referencia a la formación original de la banda).

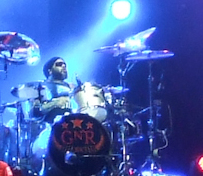
El baterista Frank Ferrer está en la banda desde 2006.

Con la salida del álbum se disiparon varios rumores, por ejemplo sobre el género del álbum, pero a diferencia de «Oh My God» —que no fue incluida en el álbum— el álbum resultó no ser metal industrial, ya que si había canciones de ese género, en general son canciones de hard rock, pero al estilo de Use Your Illusion I y II, mezclando baladas con canciones roqueras.
El 28 de febrero de 2009, Axl Rose le da una entrevista a su amigo y mánager de los Guns N' Roses en ese tiempo, Del James, su primera en muchos años, en la que desmiente, entre otras cosas, planes de la reunión de los antiguos Guns N' Roses y también habla de su parecer sobre su último trabajo, Chinese Democracy.
El día 23 de marzo de 2009 la banda anuncia oficialmente la marcha del guitarrista Robin Finck debido a incompatibilidades (ya que él está trabajando al mismo tiempo con Nine Inch Nails, banda con la que saldría de gira) y la contratación de DJ Ashba, guitarrista, compositor y productor de Sixx:A.M. y compositor en parte del álbum de Mötley Crüe Saints of Los Angeles.
El resto del año 2009, la banda no dio mayores comunicados oficiales, ni de fechas de giras o cualquier cosa, los rumores dicen que por líos judiciales, pero no se dijo nada oficialmente.[cita requerida] También se esperó la salida del esperado videoclip de la canción «Better» de su último álbum, Chinese Democracy, pero nunca salió a la luz oficialmente, sin embargo, se ha logrado filtrar en la red. También se esperaba que la megagira mundial de la banda se concretara. El 7 de diciembre salió el tercer sencillo del álbum Chinese Democracy, la canción «Street of Dreams».
A finales de 2009 se realizaron los primeros conciertos de Chinese Democracy World Tour en Taiwán, Corea y Japón. El 10 de diciembre, día antes del concierto de apertura en Taiwán, un operador de cámara molestó al equipo de Guns N' Roses, lo que provocó la furia de Axl Rose, quien lo golpeó. El incidente no pasó a mayores y el concierto se realizó con normalidad al día siguiente, aunque se reveló un secreto a voces: Axl se quitó las trenzas que tanto lo caracterizaron en el proceso de Chinese Democracy. Luego de conciertos en Seúl y Osaka, Guns N' Roses realizó un concierto histórico en Tokio, el cual fue uno de los más largos de su historia, que duró cerca de 3 horas y 37 minutos. Luego de terminar su gira por Asia, Guns N' Roses volvió a EE. UU. a preparar la gira por Canadá y Sudamérica, que se llevó a cabo entre enero y abril de 2010.

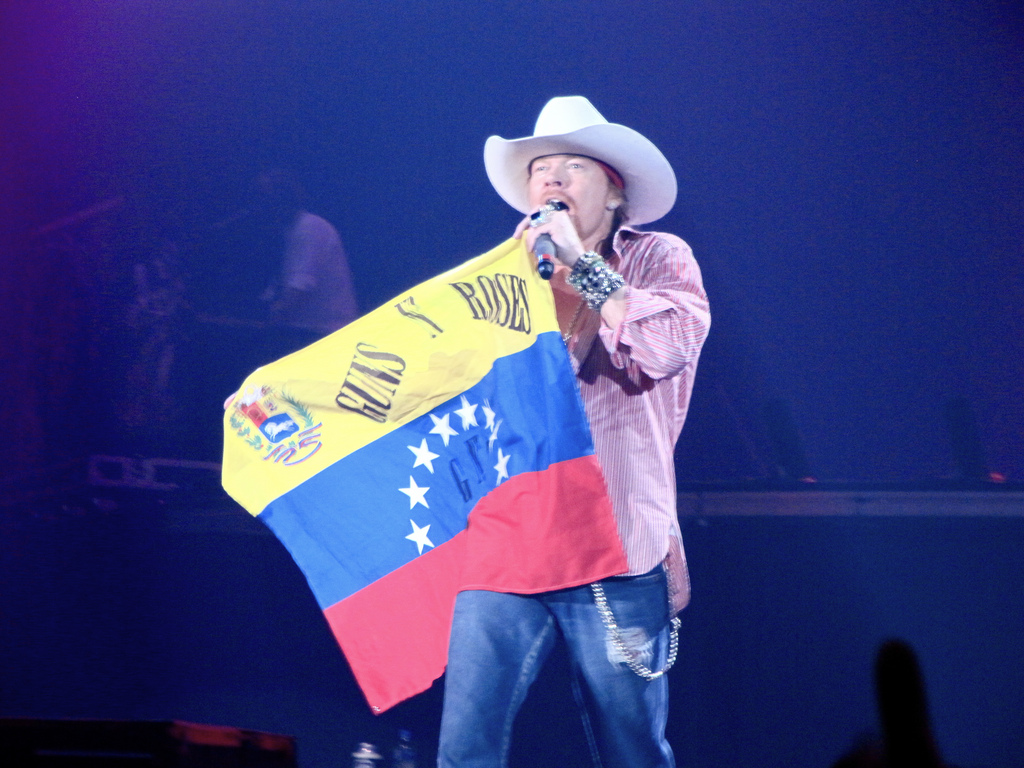
Axl Rose en un concierto en Venezuela.

En todo el mes de enero e inicios de febrero de 2010, Guns N' Roses llegó a Canadá, donde dio conciertos en Winnipeg, Calgary, Edmonton, Montreal, Toronto y Ottawa, entre otros. En todos los conciertos estuvieron como teloneros los canadienses de Danko Jones y Sebastian Bach. El 16 de enero en Calgary, Mike Smith, también conocido como Bubbles, se unió a la banda para tocar su canción «Liquor & Whores». El 19 de enero, la banda tocó en Credit Union Centre en Saskatoon. Este concierto marcó la primera vez en mucho tiempo que la canción «Paradise City» no fue tocada al final. Después de un pequeño descanso en la gira, Guns N' Roses regresa a Sudamérica para realizar conciertos en Brasil, Uruguay, Argentina, Colombia, Chile, Perú, Venezuela, Costa Rica, El Salvador, Guatemala, Panamá y Ecuador entre marzo y abril de 2010.
Antes de esta gira, Guns N' Roses realizó dos conciertos sorpresa en New York, el primero en el marco del New York Fashion Week y otro en The Rose Bar; ambos conciertos contaron con una parte acústica y un tiempo que no pasó las dos horas. Durante el concierto sorpresa en The Rose Bar, un borracho salido del público intentó atacar a Axl con un cuchillo; por suerte, Sebastian Bach, amigo de Axl que estaba en el concierto, alcanzó a detener al borracho y evitó una desastrosa situación. Todo sucedió muy rápido, por lo que la banda siguió tocando con normalidad el resto del concierto.
En el marco de la espera para la gira en Sudamérica, Guns N' Roses recibió la gran noticia de que su concierto en Buenos Aires, fue el primero de la gira sudamericana en agotarse; otros conciertos sudamericanos en agotarse fueron los de Porto Alegre y Belo Horizonte. También en la espera se empezaron a revelar las primeras fechas para Europa, el 5 de junio en Helsinki, y el 12 de junio en Suecia en el Sweden Rock Festival, donde tocarán junto con otros artistas, entre ellos Slayer y Aerosmith.
Axl Rose, en una carta abierta a su fanáticos por su Twitter oficial, señaló, entre otras cosas, que el nuevo mánager de Guns N' Roses sería Doc McGhee, agradeció todo el apoyo y desmintió la prohibición de llevar camisetas de Slash en los conciertos en Canadá.
La gira sudamericana partió en Brasil, El 10 de marzo se dio el concierto en el Estadio Centenario en la ciudad de Montevideo esta fue la primera vez que la banda se presentó en dicho lugar. En Buenos Aires, el concierto estaba programado para el sábado 20 de marzo en el estadio de River Plate, pero por problemas relacionados con la habilitación de dicho estadio para conciertos, tuvo que reprogramarse para el lunes 22 de marzo en Vélez Sarsfield, también cambiando la fecha para Chile, donde se tocaría el 20 de marzo. El concierto tuvo algunos retrasos pero luego se continuó y duró más de 2 horas. En Lima, Perú, el concierto duro aproximadamente 3 horas Luego de estos conciertos impuntuales, Guns N’ Roses siguió su gira por Colombia y Ecuador terminando la manga sudamericana en dichos países.
En Costa Rica el concierto fue cancelado debido a problemas de la organización, por el aparente mal montaje del escenario. En El Salvador, el 11 de abril de 2010, el concierto fue un éxito. El concierto fue presenciado por más de 30 000 espectadores, el concierto más masivo hecho en El Salvador hasta la fecha. A pesar de la espera, se realizó con normalidad. En Guatemala, el 13 de abril de 2010, el concierto fue suspendido por mal estado del escenario, ya que aparentemente planeaban utilizar el mismo montaje que había fallado en Costa Rica. El concierto fue suspendido en ambos países, ya que no contaban con el tiempo para aplazar la gira. El concierto en Puerto Rico se realizó con normalidad y fue la primera vez en la gira sudamericana que tocaron la canción «My Michelle»; el concierto fue todo un éxito y se presentaron más de 10 000 personas.
La vuelta a los escenarios de la banda fue el 2 de octubre de 2011 en el festival Rock in Rio, cerrando el festival, luego de su paso por el festival, la banda realizó una gira sudamericana por Chile el 5 de octubre, Argentina el 8 y 12 de octubre y Paraguay el 15 de octubre para luego dar paso a México el 18 de octubre, en el Movistar Arena, el Estadio Único de La Plata, el Jockey Club de Asunción, Arena Monterrey y el Palacio de los Deportes, respectivamente. También se realizó una gira en diferentes ciudades de Estados Unidos después de 5 años, cerrando el año con un show en The Forum de Los Ángeles y con dos shows íntimos en el Hard Rock Casino de Las Vegas.
En el año 2012, Guns N' Roses realizó diferentes shows en lugares pequeños de Estados Unidos, a lo cual llamaron Up and Close Personal Tour; tras finalizar esto, Guns N' Roses agendó shows en Europa e Israel; a algunos shows de estos se unió el miembro fundador de Guns N' Roses, Izzy Stradlin. En el mes de agosto, la banda anunció que realizarían 12 shows en la ciudad de Las Vegas, a lo cual llamaron Appetite for Democracy, de los cuales dos shows contaron con la presencia de Izzy Stradlin. También se anunció que se grabaría un show en 3D que posteriormente será lanzado al mercado. Días antes de que comenzara Appetite for Democracy, Guns N' Roses participó en el Bridge School Benefit 2012, dando 2 shows acústicos, uno de estos shows contó con la presencia de Neil Young acompañando a Guns N' Roses en la interpretación de Don't Let Bring You Down. Para finalizar el año 2012, Guns N' Roses agendó shows en India, Indonesia y Japón; cabe señalar que esta fue la primera vez que Guns N' Roses realizaba shows en India.
Durante el año 2013 realizan giras por Australia, la parte árabe de Asia y Estados Unidos y Canadá.
En 2014 realizan una gira por Sudamérica, recorriendo Brasil, hasta que comienzos del mes de abril, se confirmó que Duff McKagan reemplazaría temporalmente a Tommy Stinson, quien se iría de gira con su otra banda, The Replacements (este cambio fue momentáneo, ya que Tommy Stinson volvió a Guns N' Roses), y su primer show fue en Buenos Aires (misma ciudad donde la alineación clásica tocó por última vez en 1993) e incluyendo a Paraguay, Bolivia y volviendo a Brasil para un par de shows más; en el mismo mes Axl Rose recibe el premio Revolver Golden Goads dedicado a su trayectoria. La banda realiza una residencia en Las Vegas de 9 shows entre mayo y junio de 2014, donde Duff Mckagan fue invitado en un show, siendo estos los últimos shows de esta formación, ya que se planeaba descansar para darle forma al próximo álbum de la banda, que sería el seguimiento de Chinese Democracy, previsto para 2016. En julio de ese año, se estrena en cines y se publica en DVD/Blu-ray (y más formatos) Appetite for Democracy 3D, grabado en vivo en la residencia en el Hard Rock Casino de Las Vegas en noviembre de 2012, por el 25° aniversario de Appetite for Destruction y el 4° de Chinese Democracy, y como carta de presentación de la formación.

### Ingreso al Salón de la Fama del Rock (2012)
El 14 de abril de 2012 en Cleveland, se llevó a cabo la edición 2012 del Salón de la Fama del Rock, donde Guns N' Roses fue inducido, junto a otras bandas como los Red Hot Chilli Peppers, los Beastie Boys, entre otros. A la ceremonia acudieron los miembros de la formación clásica del grupo (con la excepción de Axl Rose, Dizzy Reed e Izzy Stradlin): Slash, Duff McKagan, Gilby Clarke, Steven Adler y Matt Sorum. Días antes, Rose dejó en claro en una carta que rechazaba la inducción de la banda, que las cosas con los exmiembros no han cambiado y que no asistiría a la ceremonia, acabando así con las esperanzas de muchos fanáticos de un reencuentro. Finalmente, los ex Guns N' Roses tocaron algunos de los clásicos de Appetite for Destruction («Mr. Brownstone», «Sweet Child o' Mine» y «Paradise City») junto a Myles Kennedy como cantante invitado.

### Regresos de Slash y Duff McKagan (2016)
A comienzos del mes de abril de 2014, se confirmó que Duff McKagan reemplazaría temporalmente a Tommy Stinson, quien se iría de gira con su otra banda, The Replacements. Este cambio fue momentáneo, ya que Tommy Stinson volvió a Guns N' Roses; aun así, Duff Mckagan fue invitado en un show en Las Vegas en la residencia de dicho año.
El 19 de diciembre del 2014, Ron Bumblefoot Thal anunció su salida definitiva de Guns N' Roses para continuar su proyecto personal. El 27 de julio de 2015 DJ Ashba anunció también su salida definitiva para dedicarse de lleno a su proyecto personal en SIXX: A.M.
Después de la salida de Ashba, los medios empezaron a especular sobre una posible reunión de miembros antiguos de la banda, ya que Duff McKagan fue de gira con la banda en Latinoamérica y unos shows en distintas ciudades de Estados Unidos. Estos rumores se hicieron más fuertes cuando se publicó una entrevista al antiguo guitarrista de la banda, Slash, en la cual confesó que había limado asperezas con Axl Rose después de más de 20 años de distanciamiento.
En diciembre de 2015 comenzaron a circular fuertemente rumores de que la banda estaba realizando negociaciones para que Slash y Duff McKagan vuelvan de forma oficial a la agrupación. En los últimos días de diciembre se sumó el detalle de que la página oficial de la banda volvió a ostentar el escudo original en su home.
Se anunció la gira Not in This Lifetime... Tour y los medios confirmaron entonces que el regreso de Slash y Duff a los escenarios con Guns N' Roses se daría en el festival de música y arte Coachella, a realizarse el 16 y 23 de abril de 2016 en California, Estados Unidos, tras 23 años sin tocar juntos en vivo. Durante el mes de enero, tanto en la página de Facebook oficial de Guns N' Roses como en las redes sociales de Slash y McKagan se publicaron los anuncios de las presentaciones en Coachella, dando a entender que su regreso a la banda era oficial, terminando de confirmar esto con un video que anuncia una nueva presentación en el recién estrenado T-Mobile Arena de Las Vegas para el mes de abril, los días 8 y 9, una semana antes del Coachella, donde puede verse a los tres músicos en vivo.
Izzy Stradlin confesó que le ofrecieron volver al gran regreso en la gira junto a Slash y Duff, pero lo rechazó porque dijo que: el reparto de la tarta no era igual para todos.
Se lanzaron dos sorpresivas fechas los días 19 y 20 de abril en la Ciudad de México, las cuales serían las primeras fechas, en las cuales, la banda sale de Estados Unidos con la alineación clásica.
El 1 de abril de 2016 realizaron un concierto sorpresa en el club Troubadour, en Los Ángeles. Ese fue el primer concierto de la banda con su nueva formación. Además de los ya mencionados, incluyeron a un nuevo integrante, la tecladista Melissa Reese, quien ya había trabajado con el exbaterista de la banda Bryan Mantia en varios proyectos. Entre junio y agosto de 2016 realizan una gran gira por estadios por Estados Unidos con sold-outs, incluso haciendo doble fecha en Chicago, Foxborough, East Rutherford y en su ciudad natal Los Ángeles en el Dodger Stadium.
El 7 de julio de 2016 durante un show en Cincinnati, Steven Adler realizó una aparición sorpresa e interpretó "Out Ta Get Me" y "My Michelle" con el resto de la banda. Esta fue la primera vez que el baterista tocaba junto a sus excompañeros en 26 años. El hecho se repitió por varios shows siguientes en los Estados Unidos y por última vez en Argentina durante ambas noches del 4 y 5 de noviembre.
La banda realizó trece conciertos en Sudamérica a finales del año 2016, el 27 de octubre en Perú, 29 de octubre en Chile, los días 1, 4 y 5 de noviembre en Argentina, los días 8, 11, 15, 18 y 20 de noviembre en Brasil, el 23 de noviembre en Colombia, 26 de noviembre en Costa Rica y finalmente regresaron por tercera y cuarta vez en el mismo año a México el 29 y 30 de noviembre.
En 2017 entre los meses de enero y febrero tocaron en Japón (y más países asiáticos), Nueva Zelanda y Australia. Entre mayo y julio arribaron a Europa por primera vez en el tour, convocando multitudes y llenando estadios por todo el continente, como el "Slane Castle" de Irlanda (79.258 personas), en Imola, Italia (78.438 personas), un doble sold-out en el Estadio Olímpico de Londres (139.267 personas en total) o en Hanover, Alemania (70.015 personas), entre más países y sold-outs.
Antes de una nueva gira norteamericana de verano, realizan un show íntimo en el histórico Teatro Apollo de Nueva York, como celebración del 30° aniversario de Appetite for Destruction, tocando casi todo el álbum. En septiembre vuelven a pasar por Sudamérica para tocar nuevamente (con Slash y Duff) en el festival Rock in Rio en Brasil (la última vez había sido en 1991), y en Chile y Argentina, compartiendo fecha con The Who. En la gira norteamericana agregan a su setlist covers como "Wichita Lineman" de Gleen Campbell o "I Fell Good" de James Brown, con tres shows sold-out en el Madison Square Garden de Nueva York. Realizan otra gira norteamericana, pero de invierno en arenas culminando en The Forum en noviembre.
En 2018 recorren Europa en festivales y shows propios entre junio y julio, y en noviembre recorren Asia y llegan a Sudáfrica, debutando en África. La gira parece concluirse el 8 de diciembre de 2018 en Honolulu.
Con más de 550 millones de dólares de taquilla, la gira Not in This Lifetime... Tour figura en el segundo puesto de las más recaudadoras de la historia.[cita requerida]
En septiembre de 2019, el grupo vuelve al ruedo con una gira norteamericana de arenas entre septiembre y noviembre. y la gira Not in This Lifetime... Tour se concluye el 1 y 2 de noviembre de 2019 en Las Vegas.
Se planeó una gira por estadios grandes por todo Estados Unidos durante el segundo semestre de 2020. Posteriormente se confirmaron varios shows más en suelo europeo. Por último el Lollapalooza dio a conocer que la banda sería partícipe en las ediciones de 2020 en Chile, Brasil y Argentina, pero debido a la Pandemia de COVID-19 la mayoría de shows en Norteamérica y Europa fueron reprogramados para el 2021.[cita requerida]

### Nuevo trabajo de estudio (2021-2022)
En 2021 vuelven al ruedo con una gira norteamericana de estadios y arenas, después de más de un año sin realizar shows debido a la pandemia.
El 6 de agosto publican un nuevo sencillo llamado Absurd (canción no incluida en el álbum Chinese Democracy, interpretada por última vez en 2001), siendo el primer material nuevo de la banda desde Chinese Democracy en 2008.[cita requerida] La canción había sido presentada dos días antes en el Fenway Park de Boston.[cita requerida]
El 24 de septiembre de 2021 se publica Hard Skool (canción de la época del Chinese Democracy).
En 2022 giran por estadios de Europa, entre septiembre y octubre por Sudamérica incluida una bajada al festival Rock in Rio en Brasil y en noviembre por Australia y Nueva Zelanda.
En octubre de 2022 regresa a México para cuatro funciones, 15 de octubre en Mérida Yucatán, 18 de octubre Guadalajara, 21 octubre Ciudad de México y 23 octubre en Monterrey, llenando y con éxito en las cuatro ciudades.

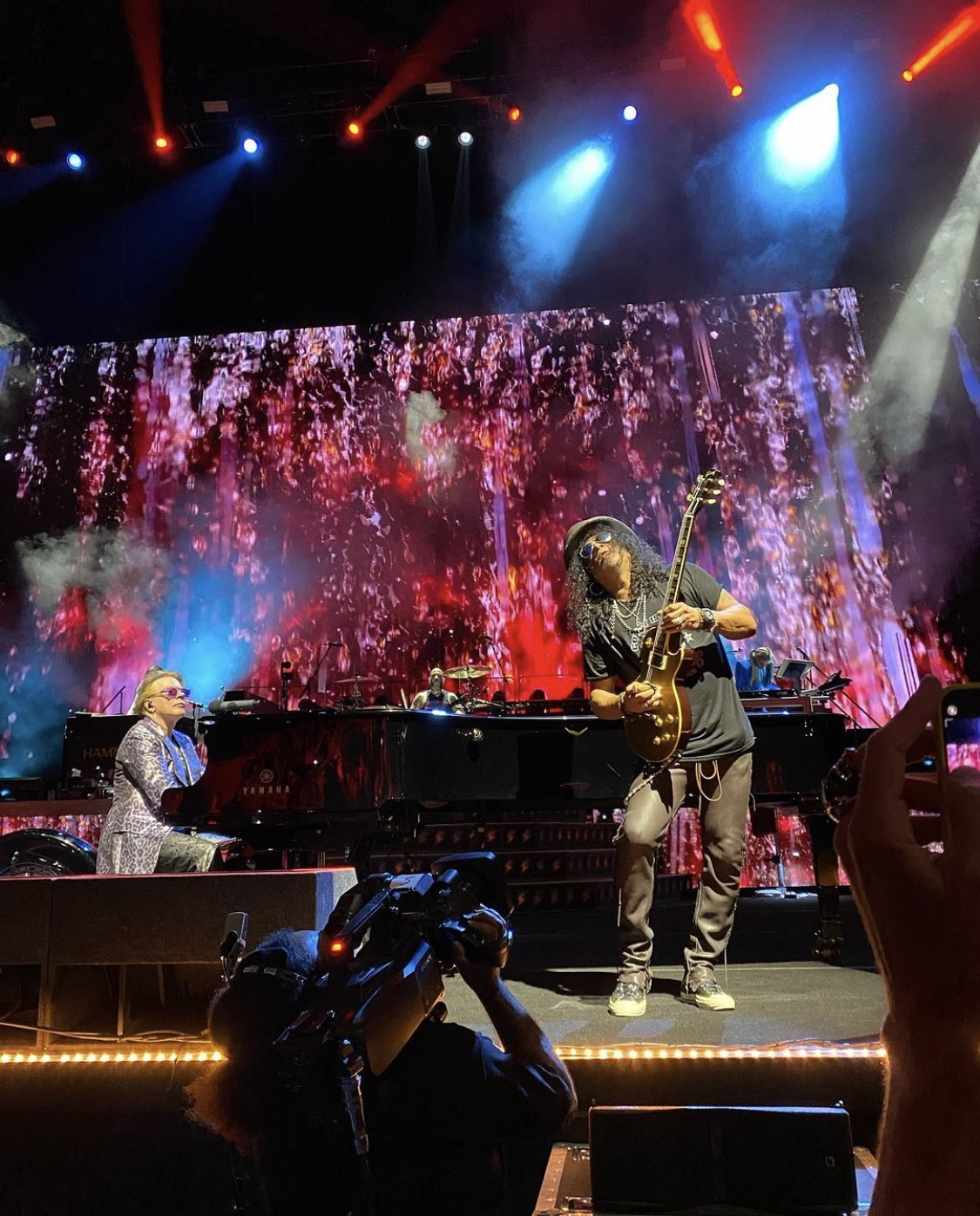
Axl Rose y Slash interpretando en vivo la canción November Rain. Hard Rock Live, Hollywood, Florida, Estados Unidos. 15 de septiembre de 2023.

Finalmente en 2023 la banda visitó por última vez México en el festival Hell and Heaven Fest 2023, realizado en la ciudad de Toluca en el Estado de México. Su presentación fue el día domingo y fueron los elegidos para realizar el cierre del mismo. El tercer día del evento fue el día con mayor cantidad de asistentes de los 3 días, mostrando que a pesar de los años sigue siendo una gran banda que puso el rock estadounidense a niveles inigualables y son y siempre serán considerados como un clásico del género y de la música y la cultura pop.
El 19 de marzo, la banda anunció que Frank Ferrer, baterista de la banda desde 2006, se retiraría de la banda en términos amigables.
Un día después, el 20 de marzo, la cuenta oficial de la banda en Instagram hizo el anunció que Issac Carpenter sería el nuevo baterista de la agrupación, oficialmente reemplazando a Frank Ferrer, quien estuvo en la banda por casi 20 años.

## Premios y nominaciones
Desde 1989 hasta 1993 Guns N' Roses fue nominado por la American Music Awards, los Grammy Awards, los MTV Video Music Awards y los World Music Awards en 20 ocasiones, y ganaron 9 premios.
El 14 de abril de 2012 ingresaron al Salón de la Fama del Rock.

## Estilo musical
La música de Guns N' Roses es una fusión de hard rock, blues rock, heavy metal y el clásico rock and roll.
El género glam metal predominó durante toda la década de los 80 con bandas como Mötley Crüe, Ratt, Kix, Quiet Riot, Dokken, Winger etc., que se encargaron de llevarlo a las listas principales del Billboard estadounidense, sin embargo, Guns N' Roses se mantuvo fiel a sus raíces, tales como el hard rock de los 70, dando como inicio al sleaze rock, que más tarde, bandas como Skid Row, Faster Pussycat y L.A. Guns, mantendrían el mismo estilo.
Axl ha dicho que el sonido de la banda ha sido influenciado por varios grupos como The Beatles, U2, Queen, The Cure, Led Zeppelin, The CrossBlack Flag, Minor Threat, The RamonesHumble Pie, Foreigner, TelevisionKilling Joke, Aerosmith, MotorheadThe Rolling Stones, Pink Floyd, Dead Kennedys.Meat Puppets y Rose Tattoo También el sonido de Appetite for Destruction ha sido influenciado por AC/DC.

## Discografía

### Álbumes de estudio
| Fecha de lanzamiento     | Álbum                        | Ventas en el mundo |
| ------------------------ | ---------------------------- | ------------------ |
| 21 de julio de 1987      | Appetite for Destruction     | 28 millones        |
| 29 de noviembre de 1988  | G N' R Lies                  | 8 millones         |
| 17 de septiembre de 1991 | Use Your Illusion I          | 17 millones        |
| 17 de septiembre de 1991 | Use Your Illusion II         | 18 millones        |
| 23 de noviembre de 1993  | The Spaghetti Incident?      | 4 millones         |
| 23 de marzo de 2004      | Greatest Hits (Recopilación) | 15 millones        |
| 23 de noviembre de 2008  | Chinese Democracy            | 2,5 millones       |

### Álbumes en vivo
| Fecha de lanzamiento    | Álbum             | Ventas en el mundo |
| ----------------------- | ----------------- | ------------------ |
| 23 de noviembre de 1999 | Live Era: '87-'93 | 1,5 millones       |

### EPs
| Fecha de lanzamiento    | Álbum                    | Ventas en el mundo |
| ----------------------- | ------------------------ | ------------------ |
| 16 de diciembre de 1986 | Live ?!*@ Like a Suicide | 50 mil             |
| 1988                    | Guns N' Roses            |                    |
| 24 de mayo de 1993      | Civil War                |                    |
| 25 de febrero de 2022   | Hard Skool               |                    |

## Giras musicales
- Hell Tour (1985)
- Reckless Road (1985 - 1986)
- Appetite for Destruction Tour (1987 - 1988)
- Use Your Illusion Tour (1991 - 1993)
- Guns N' Roses/Metallica Stadium Tour (1992)
- Chinese Democracy World Tour (2001 - 2002; 2006 - 2007; 2009 - 2010)
- Latin American Tour 2011 (2011)
- Up Close And Personal (2012)
- Appetite for Democracy (2012 - 2013)
- South American Tour 2014 (2014)
- No Trickery! An Evening of Destruction (Hard Rock Hotel Las Vegas 2014)
- Not in This Lifetime... Tour (2016 - 2019)
- We're F'N' Back! Tour (2020 - 2023)
- Because What You Want & What You Get Are Two Completely Different Things Tour (2025)

## Videoclips
| Año  | Título                                                   | Director(es)                                         |
| ---- | -------------------------------------------------------- | ---------------------------------------------------- |
| 1987 | «Welcome to the Jungle»                                  | Nigel Dick                                           |
| 1987 | «Sweet Child o' Mine»                                    | Nigel Dick                                           |
| 1987 | «Sweet Child o' Mine» (versión alternativa)              | Nigel Dick                                           |
| 1988 | «Paradise City»                                          | Nigel Dick                                           |
| 1989 | «Patience»                                               | Nigel Dick                                           |
| 1989 | "It's So Easy"                                           | Nigel Dick                                           |
| 1991 | "Mr. Brownstone" (no publicado)                          | Mark Racco                                           |
| 1991 | "My Michelle" (no publicado)                             | Mark Racco                                           |
| 1991 | "You Could Be Mine" (no publicado)                       | Mark Racco                                           |
| 1991 | "You Could Be Mine" (Terminator 2: Judgment Day versión) | Mark Racco Jeffrey Abelson Andy Morahan Stan Winston |
| 1991 | "Don't Cry" (versión original)                           | Andy Morahan                                         |
| 1991 | "Don't Cry" (con letras alternativas)                    | Andy Morahan                                         |
| 1991 | "Live and Let Die"                                       | Josh Richman                                         |
| 1992 | "November Rain"                                          | Andy Morahan                                         |
| 1992 | "Knockin' on Heaven's Door" (en vivo)                    | Andy Morahan                                         |
| 1992 | "Yesterdays"                                             | Andy Morahan                                         |
| 1992 | "Garden of Eden"                                         | Andy Morahan                                         |
| 1993 | "The Garden"                                             | Del James                                            |
| 1993 | "Dead Horse"                                             | Director desconocido                                 |
| 1993 | "Civil War" (live)                                       | Director desconocido                                 |
| 1993 | "Estranged"                                              | Andy Morahan                                         |
| 1994 | "Since I Don't Have You"                                 | Sante D'Orazio                                       |
| 1994 | "I Don't Care About You" (no publicado oficialmente)     | August Jakobsson                                     |
| 2009 | "Better" (no publicado oficialmente)                     | Dale "Rage" Resteghini                               |
| 2009 | "Prostitute" (no publicado oficialmente)                 | Andy Morahan                                         |
| 2018 | "It's So Easy"                                           | Nigel Dick                                           |
| 2023 | "Perhaps"                                                | Guns N' Roses                                        |
| 2024 | "The General"                                            | Guns N' Roses                                        |

## Miembros
- Axl Rose: Voz y piano (1985 - actualidad).
- Slash: Guitarra principal (1985 - 1996, 2016 - actualidad).
- Duff McKagan: Bajo y coros (1985 - 1998, 2014, 2016 - actualidad).
- Richard Fortus: Guitarra rítmica (2002 - actualidad).
- Dizzy Reed: Teclados, piano, sintetizador y coros (1990 - actualidad).
- Melissa Reese: Teclados, piano, sintetizador y coros (2016 - actualidad).
- Isaac Carpenter: Batería (2025 - actualidad)

### Miembros anteriores
- Izzy Stradlin: Guitarra rítmica (1985 - 1991, apariciones espontáneas como invitado en 2006 y 2012)
- Tracii Guns: Guitarra solista (1985).
- Ole Beich: Bajo (1985).
- Rob Gardner: Batería (1985).
- Steven Adler: Batería (1985 - 1990, apariciones espontáneas como invitado en 2016).
- Matt Sorum: Batería (1990 - 1997).
- Gilby Clarke: Guitarra rítmica (1991 - 1994).
- Paul Tobias: Guitarra rítmica (1994 - 2002).
- Robin Finck: Guitarra solista (1997 - 1999, 2000 - 2008).
- Josh Freese: Batería (1997 - 2000).
- Tommy Stinson: Bajo (1998 - 2014).
- Chris Pitman: Teclados (1998 - 2016).
- Buckethead: Guitarra solista (2000 - 2004).
- Brain: Batería (2000 - 2006).
- Bumblefoot: Guitarra solista (2006 - 2015).
- DJ Ashba: Guitarra solista (2009 - 2015).
- Frank Ferrer: Batería (2006 - 2025).